# Andbank Brasil
Andbank é um banco familiar europeu com mais de 85 anos de experiência em Private Banking que chegou ao Brasil em 2011, por meio da aquisição da LLA DTVM, e se firmou como Banco Andbank Brasil S.A. em 2015, ao adquirir as operações do Banco Bracce, antigo Lemon Bank.
Com sede em São Paulo, a subsidiaria brasileira apresenta um modelo de negócio baseado na arquitetura aberta de investimentos, com critérios transparentes e independentes para assegurar a ausência de quaisquer conflitos de interesse nas ofertas e recomendações aos clientes; que vão desde a gestão de fundos de investimentos e  aconselhamento financeiro, até a oferta de serviços para investidores mais experientes.
Em 2016 o Andbank foi destaque nas publicações internacionais 'The Banker' e 'Financial Times' como a segunda empresa que mais cresceu em solvência na Europa. Mais conhecido no Brasil como índice de Basiléia; o índice de solvência pode ser interpretado como a capacidade de uma entidade de cumprir os compromissos com os recursos que constituem seu patrimônio ou seu ativo.

## História
Em 30 de dezembro de 1930, Manuel Cerqueda i Escaler fundou o Banc Agrícol Comercial d'Andorra , mais conhecido como Banc Agrícol, localizado no Principado de Andorra, região da Europa situada entre a França e a Espanha. A instituição criada pela família Cerqueda tinha o propósito de facilitar as transações comerciais voltadas, principalmente, para a agricultura e pecuária da região, além de servir para a gestão da folha de pagamento dos primeiros imigrantes que chegariam para trabalhar na construção das estradas de acesso do país.
Pouco mais de 2 décadas depois, em 17 de abril de 1956, Julià Reig Ribó, uma figura de liderança na política e na vida de Andorra do século XX, solicitou ao Consell General de les Valls de Andorra, permissão para exercer atividade bancaria sob o nome comercial de Banca Reig, com sede em Sant Julià de Lòria, igual ao seu fundador.  
O Andorra Banc Agrícol Reig S.A. foi criado em 2001, como resultado da fusão entre o Banc Agrícol i Comercial d’Andorra S.A. (família Cerqueda) e o Banca Reig S.A. (família Reig). Durante o processo de fusão, que terminou um ano depois, em 10 de maio de 2002, aprovou-se a modificação do nome da empresa, até então Banc Agrícol i Comercial Andorra S.A.
Seu processo de internacionalização teve início no ano de 2000, com a licença bancária para operar em Bahamas. De lá até o presente momento o banco está presente em 11 países: Andorra, Bahamas, Panamá, México, Uruguai, Luxemburgo, Estados Unidos da América, Mônaco, Brasil, Espanha e Israel. 
No Brasil, a instituição estabeleceu-se inicialmente como um escritório de representação, tendo adquirido, em 2011, a LLA DTVM, empresa fundada em 1992 e pioneira no segmento de consultoria e distribuição de produtos de terceiros. Em 2015, a organização passou a operar como Banco Andbank Brasil S.A., depois da aquisição do Banco Bracce.

## Prêmios e reconhecimentos
- The Banker 2012 e 2014: “Bank of the year”.
- The Banker 2014, 2015 e 2016: Global Private Banking Awards “Best Private Bank” (Andorra).
- Global Finance 2015: “Best Private Bank Award”.
- The European 2015: Global Banking & Finance Awards “Private Bank of the Year” (Andorra).

## Ligações Externas
Página oficial do Andbank Brasil
1. ↑  «Bem-vindo à ANDBANK LLA». www.andbank-lla.com.br (em inglês). Consultado em 21 de março de 2017. Arquivado do original em 22 de março de 2018